# 余采恩

## 電視劇作品
| 年 份                | 頻 道      | 劇 名                                   | 角 色                 |
| 2007                 | 三立台灣台 | 戲說台灣《鹿港煙墩》                    | 文鳳、麗娘            |
| 2007                 | 三立台灣台 | 戲說台灣《甘露媽觕愛哭神》              | 媽祖、明霞            |
| 2008                 | 三立台灣台 | 戲說台灣《懶屍仙告財神》                | 周美蓮                |
|                      | 三立台灣台 | 《鳥來伯與十三姨》                      | 小莉                  |
|                      | 台視       | 玫瑰瞳鈴眼《桃色危機》                  | Miss 楊               |
|                      | 三立台灣台 | 《台灣龍捲風》                          | Nancy                 |
|                      | 華視       | 台灣靈異事件《魔法少女隊》              | 水花                  |
|                      | 華視       | 台灣靈異事件《女王蜂》                  | 林欣欣                |
|                      | 華視       | 台灣靈異事件《幽靈康樂隊》              | 蕭叮噹                |
|                      | 華視       | 台灣靈異事件《楊門女將》                | 蕭叮噹                |
| 2002年               | 三立台灣台 | 戲說台灣《天子劍》                      | 陳小娟                |
| 2002年               | 三立台灣台 | 戲說台灣《養女廟》                      | 明珠                  |
| 2002年7月8日~7月12日 | 三立台灣台 | 戲說台灣《炮轟八家將》                  | 阿旦                  |
| 2002年7月21日        | 八大第一台 | 第一劇場《媳婦仔的人生》                | 三太太                |
| 2002年7月8日~8月30日 | 三立台灣台 | 戲說台灣《刀疤藝旦》                    | 淑君                  |
| 2002年8月25日        | 八大第一台 | 第一劇場《細姨命》                      | 黃麗梅                |
| 2002年9月            | 台視       | 《摘星》                                | Phoebe                |
| 2002年10月13日       | 八大第一台 | 第一劇場《鴛鴦淚》                      | 李玉如                |
| 2002年11月3日        | 八大第一台 | 第一劇場《浪子回頭金不換》              | 林來春                |
| 2002年12月           | 中視       | 《媽媽的心肝子》                        | 羅玉琴                |
| 2003年               | 三立台灣台 | 戲說台灣《桃花女鬥周公》                | 寶惜                  |
| 2003年               | 三立台灣台 | 戲說台灣《新鍾馗嫁妹》                  | 劉芙蓉                |
| 2003年1月5日         | 八大第一台 | 第一劇場《千里情緣》                    | 王金枝                |
| 2003年2月16日        | 八大第一台 | 第一劇場《喜相逢》                      | 莊文惠                |
| 2003年3月23日        | 八大第一台 | 第一劇場《英雄美人》                    | 玉眉                  |
| 2003年3月23日        | 八大第一台 | 第一劇場《借腹生子》                    | 阿月                  |
| 2003年4月            | 台視       | 《天才老媽好厝邊》                      |                       |
| 2003年4月20日        | 八大第一台 | 第一劇場《金玉奇緣》                    | 慧娘                  |
| 2003年5月18日        | 八大第一台 | 第一劇場《驚世情緣》                    | 惠慈                  |
| 2003年6月8日         | 八大第一台 | 第一劇場《恩怨情天》                    | 玉秀(文惜)、錦繡      |
| 2003年7月27日        | 八大第一台 | 第一劇場《還君明珠》                    | 崔慧萍                |
| 2003年8月17日        | 八大第一台 | 第一劇場《秋月還陽》                    | 彩燕                  |
| 2003年8月            | 台視       | 《愛情趴趴走》                          | 婷婷                  |
| 2003年9月14日        | 八大第一台 | 第一劇場《悲情歌女》                    | 李文心                |
| 2003年10月5日        | 八大第一台 | 第一劇場《天公疼憨人》                  | 青蓮                  |
| 2003年11月9日        | 八大第一台 | 第一劇場《觀音淚》                      | 小玉                  |
| 2003年11月30日       | 八大第一台 | 第一劇場《真心換絕情》                  | 吳惠珍                |
| 2004年1月4日         | 八大第一台 | 第一劇場《咒怨》                        | 淑媛                  |
| 2004年2月8日         | 八大第一台 | 第一劇場《淘金夢》                      | 阿美                  |
| 2004年4月5日         | 中視       | 《世間人》第二單元-大某細姨             | 宋玉霞                |
| 2004年               | 三立台灣台 | 戲說台灣《觀音媽泉》                    | 秋桂                  |
| 2004年4月25日        | 八大第一台 | 第一劇場《恩怨一世情》                  | 鳳仙                  |
| 2004年5月2日         | 八大第一台 | 第一劇場《美人鏡》                      | 李翠仙                |
| 2004年5月30日        | 八大第一台 | 第一劇場《幽魂人間》                    | 玉雯                  |
| 2004年               | 三立台灣台 | 戲說台灣《白馬情緣》                    | 白雲                  |
| 2004年7月11日        | 八大第一台 | 第一劇場《鬼臉月娘》                    | 施月娘                |
| 2004年8月22日        | 八大第一台 | 第一劇場《幽魂情書》                    | 佳雯                  |
| 2004年9月            | 大愛       | 《愛在碧海藍天》                        | 沈貝珍                |
| 2004年9月19日        | 八大第一台 | 第一劇場《河妖冤魂》                    | 李玉君                |
| 2004年               | 三立台灣台 | 戲說台灣《醫公醫婆》                    | 張翠雲                |
| 2004年10月17日       | 八大第一台 | 第一劇場《鬼妻》                        | 江碧琴                |
| 2004年10月           | 東森       | 《婆媳過招千百回》                      | 小倩                  |
| 2004年11月15日       | 民視       | 關鍵時刻《深秋後母心》                  | 盧秀鳳                |
| 2004年11月28日       | 八大第一台 | 第一劇場《鬼囝娶親》                    | 麗萍                  |
| 2004年12月13日       | 民視       | 關鍵時刻《泣血明珠（上）》              | 陳嘉玲                |
| 2004年12月19日       | 八大第一台 | 第一劇場《萬善堂》                      | 白雲英                |
| 2004年12月20日       | 民視       | 關鍵時刻《泣血明珠（下）》              | 陳嘉玲                |
| 2005年1月3日         | 民視       | 關鍵時刻《虐妻十大酷刑》                | 陳嘉玲                |
| 2005年1月9日         | 八大第一台 | 第一劇場《陰陽鏡》                      | 嚴美惠                |
| 2005年               | 三立台灣台 | 戲說台灣《金雞報喜》                    | 春喜                  |
| 2005年2月27日        | 八大第一台 | 第一劇場《鬼面具》                      | 慧卿                  |
| 2005年3月9日         | 大愛       | 《好願年哖》                            |                       |
| 2005年3月13日        | 八大第一台 | 第一劇場《索命冤魂》                    | 麗君                  |
| 2005年3月21日        | 民視       | 關鍵時刻《親情無價》                    | 邱惠珍                |
| 2005年               | 三立台灣台 | 戲說台灣《賴半街傳奇》                  | 秀蘭                  |
| 2005年4月24日        | 八大第一台 | 第一劇場《媽祖的契子》                  | 鄭秀娟                |
| 2005年5月15日        | 八大第一台 | 第一劇場《百年恨》                      | 阿梅                  |
| 2005年               | 三立台灣台 | 戲說台灣《城隍爺娶俞小珠》              | 陳秀麗                |
| 2005年6月12日        | 八大第一台 | 第一劇場《走赦馬》                      | 麗梅                  |
| 2005年6月26日        | 八大第一台 | 第一劇場《奪命紅顏》                    | 黃美娟                |
| 2005年7月17日        | 八大第一台 | 第一劇場《幽魂鏡》                      | 翠玉                  |
| 2005年8月22日        | 民視       | 關鍵時刻《斷翅的蝴蝶》                  | 方盈盈                |
| 2005年9月18日        | 八大第一台 | 第一劇場《催命鈴》                      | 林秀燕、劉玉鈴        |
| 2005年10月           | 大愛       | 《明月照紅塵》                          | 施純娟                |
| 2005年10月24日       | 民視       | 關鍵時刻《交易愛情》                    | 周淑芬                |
| 2005年年10月31日     | 民視       | 關鍵時刻《交易愛情之左右為難》          | 周淑芬                |
| 2005年11月6日        | 八大第一台 | 第一劇場《惡鬼纏身》                    | 盧秋霞                |
| 2005年11月7日        | 民視       | 關鍵時刻《交易愛情之覆水難收》          | 周淑芬                |
| 2005年               | 三立台灣台 | 戲說台灣《探元神宮》                    | 劉秀巒                |
| 2005年               | 三立台灣台 | 戲說台灣《胭脂筆》                      | 陳秋霞                |
| 2006年1月1日         | 八大第一台 | 第一劇場《幽魂女復仇》                  | 陳淑如                |
| 2006年1月2日         | 民視       | 關鍵時刻《父子情深》(上)                | 簡文琳                |
| 2006年1月9日         | 民視       | 關鍵時刻《父子情深》(下)                | 簡文琳                |
| 2006年1月15日        | 八大第一台 | 第一劇場《無頭冤》                      | 林愛姑                |
| 2006年               | 三立台灣台 | 戲說台灣《孝子雷公蛋》                  | 陳芳妹                |
| 2006年               | 民視       | 《再生緣》                              | 淑婷                  |
| 2006年3月19日        | 八大第一台 | 第一劇場《變調的家》                    | 洪玉芠                |
| 2006年4月9日         | 八大第一台 | 第一劇場《眼皮燈籠》                    | 王秀敏                |
| 2006年5月21日        | 八大第一台 | 第一劇場《鬼婆婆》                      | 李彩華                |
| 2006年5月29日        | 民視       | 關鍵時刻《命運悲歌》                    | 林君月                |
| 2006年6月11日        | 八大第一台 | 第一劇場《鬼妻冤情》                    | 許玉梅                |
| 2006年7月16日        | 八大第一台 | 第一劇場《蝴蝶姊妹》                    | 阿雲                  |
| 2006年8月6日         | 八大第一台 | 第一劇場《鬼客人》                      | 阿玉                  |
| 2006年9月4日         | 民視       | 關鍵時刻《人間大法師》                  | 吳美鳳                |
| 2006年9月10日        | 八大第一台 | 第一劇場《人鬼共謀》                    | 廖聖美                |
| 2006年11月19日       | 八大第一台 | 第一劇場《鬼頭樹索命》                  | 彩霞、彩鳳            |
| 2006年12月3日        | 八大第一台 | 第一劇場《陰陽鬼妻》                    | 黃雅慧                |
| 2006年12月24日       | 八大第一台 | 第一劇場《土地鬥城隍》                  | 陳惠君                |
| 2007年1月7日         | 八大第一台 | 第一劇場《鬼教薄情郎》                  | 陳麗華                |
| 2007年               | 台視       | 《神機妙算劉伯溫》第五單元：長生劫      | 蓮兒                  |
| 2007年               | 三立台灣台 | 戲說台灣《燈猴肖娶某》                  | 詹秀女                |
| 2007年4月1日         | 八大第一台 | 第一劇場《剃頭鬼》                      | 陳淑美                |
| 2007年5月20日        | 八大第一台 | 第一劇場《鬼影恩怨》                    | 張艷霞                |
| 2007年6月17日        | 八大第一台 | 第一劇場《揹鬼》                        | 高小芬                |
| 2007年               | 三立台灣台 | 戲說台灣《八爺的眼淚》                  | 黃秋蓮                |
| 2007年9月9日         | 八大第一台 | 第一劇場《陰陽劫》                      | 黃秀琴                |
| 2007年10月7日        | 八大第一台 | 第一劇場《鬼叔》                        | 王心蓮                |
| 2007年10月28日       | 八大第一台 | 第一劇場《鬼藝旦》                      | 江彩霞、小翠          |
| 2007年               | 三立台灣台 | 戲說台灣《怪火村》                      | 春枝                  |
| 2007年12月2日        | 八大第一台 | 第一劇場《陰魂入夢》                    | 王靜芬                |
| 2008年1月6日         | 八大第一台 | 第一劇場《陰間照相館》                  | 蔡淑美                |
| 2008年1月27日        | 八大第一台 | 第一劇場《因果劫》                      | 林寶嬋、玉珍          |
| 2008年2月3日         | 八大第一台 | 第一劇場《死神索命》                    | 楊秀萍                |
| 2008年               | 台視       | 《懷玉傳奇 千金媽祖》第二單元：宮中風雲 | 王雅琳                |
| 2008年3月16日        | 八大第一台 | 第一劇場《鬼妻情》                      | 秀芸、秀琴            |
| 2008年3月30日        | 八大第一台 | 第一劇場《酒鬼救妻》                    | 陳心蓮                |
| 2008年4月13日        | 八大第一台 | 第一劇場《鬼剪》                        | 謝春喜                |
| 2008年5月11日        | 八大第一台 | 第一劇場《耍鬼賭命》                    | 張翠雲                |
| 2008年6月1日         | 八大第一台 | 第一劇場《紙妻》                        | 王玉貞                |
| 2008年7月6日         | 八大第一台 | 第一劇場《鬼床》                        | 劉月女                |
| 2008年7月13日        | 八大第一台 | 第一劇場《奪命驚魂夜》                  | 陳玉蘭、陳玉蓮        |
| 2008年12月21日       | 八大第一台 | 第一劇場《步步驚魂》                    | 吳玉玲                |
| 2008年               | 三立台灣台 | 戲說台灣《金恩主治胡蠅》                | 謝錦蓮                |
| 2009年               | 台視       | 《嘉慶君遊台灣》                        | 黃寶滿                |
| 2009年1月4日         | 八大第一台 | 第一劇場《血淚殺機》                    | 王文伶                |
| 2009年1月25日        | 八大第一台 | 第一劇場《喜神戲財神》                  | 吳迎春                |
| 2009年3月8日         | 八大第一台 | 第一劇場《神仙也起狂》                  | 羅紅妹                |
| 2009年               | 三立台灣台 | 戲說台灣《棉被媽觕白賊七》              | 王杏花                |
| 2009年4月26日        | 八大第一台 | 第一劇場《陰陽謎》                      | 林月蓉                |
| 2009年5月17日        | 八大第一台 | 第一劇場《砍頭荀》                      | 張春菊                |
| 2009年               | 三立台灣台 | 戲說台灣《石麒麟救母》                  | 陳貴蘭                |
| 2009年6月14日        | 八大第一台 | 第一劇場《水鬼投胎》                    | 王阿萍                |
| 2009年7月19日        | 八大第一台 | 第一劇場《情恨殺機》                    | 王彩蓮(阿萍)          |
| 2009年               | 三立台灣台 | 戲說台灣《碧眼新娘》                    | 夏美雪                |
| 2009年7月19日        | 八大第一台 | 第一劇場《幽冥客棧》                    | 洪玉珍                |
| 2009年9月6日         | 八大第一台 | 第一劇場《紙七仔》                      | 游金枝                |
| 2009年9月20日        | 八大第一台 | 第一劇場《鬼墳名單》                    | 何翠花                |
| 2009年10月4日        | 八大第一台 | 第一劇場《絕魂紅衣鬼》                  | 陳小雨、素雲          |
| 2009年11月1日        | 八大第一台 | 第一劇場《紅白燈籠》                    | 劉玉芬                |
| 2009年11月29日       | 八大第一台 | 第一劇場《落難土地神》                  | 彩雲                  |
| 2009年12月13日       | 八大第一台 | 第一劇場《一代鬼師》                    | 劉彩蝶                |
| 2009年12月27日       | 八大第一台 | 第一劇場《鬼秀才》                      | 李采玉                |
| 2010年               | 三立台灣台 | 戲說台灣 《明王解咒怨》                 | 櫻花                  |
| 2010年               | 三立台灣台 | 戲說台灣 《龍女拜觀音》                 | 張阿香                |
| 2010年               | 三立台灣台 | 戲說台灣《不孝子娶虎姑婆》              | 陳碧玉                |
| 2010年               | 三立台灣台 | 戲說台灣《八字笑姻緣》                  | 林笑                  |
| 2010年               | 三立台灣台 | 戲說台灣《美人心機》                    | 江滿足                |
| 2010年7月4日         | 八大第一台 | 第一劇場《破戒》                        | 楊麗秋                |
| 2010年12月12日       | 八大第一台 | 第一劇場《奪命鬼關》                    | 李美芬                |
| 2010年12月19日       | 八大第一台 | 第一劇場《曠世情魔》                    | 李玉玲                |
| 2010年12月26日       | 八大第一台 | 第一劇場《生靈劫》                      | 洪文玲                |
| 2011年1月23日        | 八大第一台 | 第一劇場《邪魔附身》                    | 秀梅、文慧            |
| 2011年3月27日        | 八大第一台 | 第一劇場《鬼敲門》                      | 劉嘉芳                |
| 2011年4月24日        | 八大第一台 | 第一劇場《司馬公收鬼徒》                | 司馬綾                |
| 2011年8月7日         | 八大第一台 | 第一劇場《麻煩鬼姻緣》                  | 黃佩華、方玉蓮        |
| 2011年               | 大愛       | 《愛的界線》                            | 阿快                  |
| 2011年               | 三立台灣台 | 戲說台灣《濟公十八嫁-第2單元》          | 黃月英                |
| 2011年               | 三立台灣台 | 戲說台灣《白賊七觕丘罔舍》              | 王愛玉                |
| 2012年               | 台視       | 《巔峰時代》                            | 王婉君                |
| 2012年               | 大愛       | 《守著你的我》                          | 麗雪                  |
| 2012年               | 大愛       | 《家好月圓》                            | 李美慶                |
| 2013年               | 大愛       | 《心開運轉》                            | 郭秀鑾                |
| 2013年               | 大愛       | 《心願》                                | 黃月里                |
| 2013年               | 民視       | 《廉政英雄》第十九單元：永不低頭        | 吳百雲                |
| 2013年               | 民視       | 《風水世家》                            | 周欣欣（第270集登場） |
| 2014年               | 大愛       | 《紅塵驛站》                            | 李惠馨                |
| 2014年               | 大愛       | 《阿爸講的話》                          | 李玉蓮                |
| 2014年               | 大愛       | 《美好歲月》                            | 簡美月                |
| 2016年               | 民視       | 《廉政英雄》第三十八單元：脫罪大師      | 韓佳佳                |
| 2016年               | 民視       | 《阿不拉的三個女人》                    | 吳阿鳥（中年）        |

## 主持
- 三立《奇怪奇怪真奇怪》
- 八大《神來一筆》
- 新天地民俗台《東南西北》

## 廣告
- 2012年 萬泰銀行靈活卡－驚世夫妻篇 飾演 志龍妻
  - (A)驚世夫妻15秒預告
  - (B)驚世夫妻
  - (C)驚世夫妻加長爆橘版
- 2019年 勤益生技 免嗽感冒液－症狀篇